# Bothus mancus
Turbot tropical
Espèce
Synonymes
- Platophrys mancus (Broussonet, 1782)
- Pleuronectes barffi Curtis, 1944
- Pleuronectes mancus Broussonet, 1782

Statut de conservation UICN

 LC  : Préoccupation mineure
Le turbot tropical (Bothus mancus) est une espèce de poissons plats de la famille des Bothidae. 

## Description
C'est un poisson plat dont la face dorsale imite le sable, mais peut aussi faire apparaître des rosettes d'un bleu électrique destinées à impressionner un agresseur. 
Sa taille est en moyenne de 40 cm, au maximum de 51 cm.

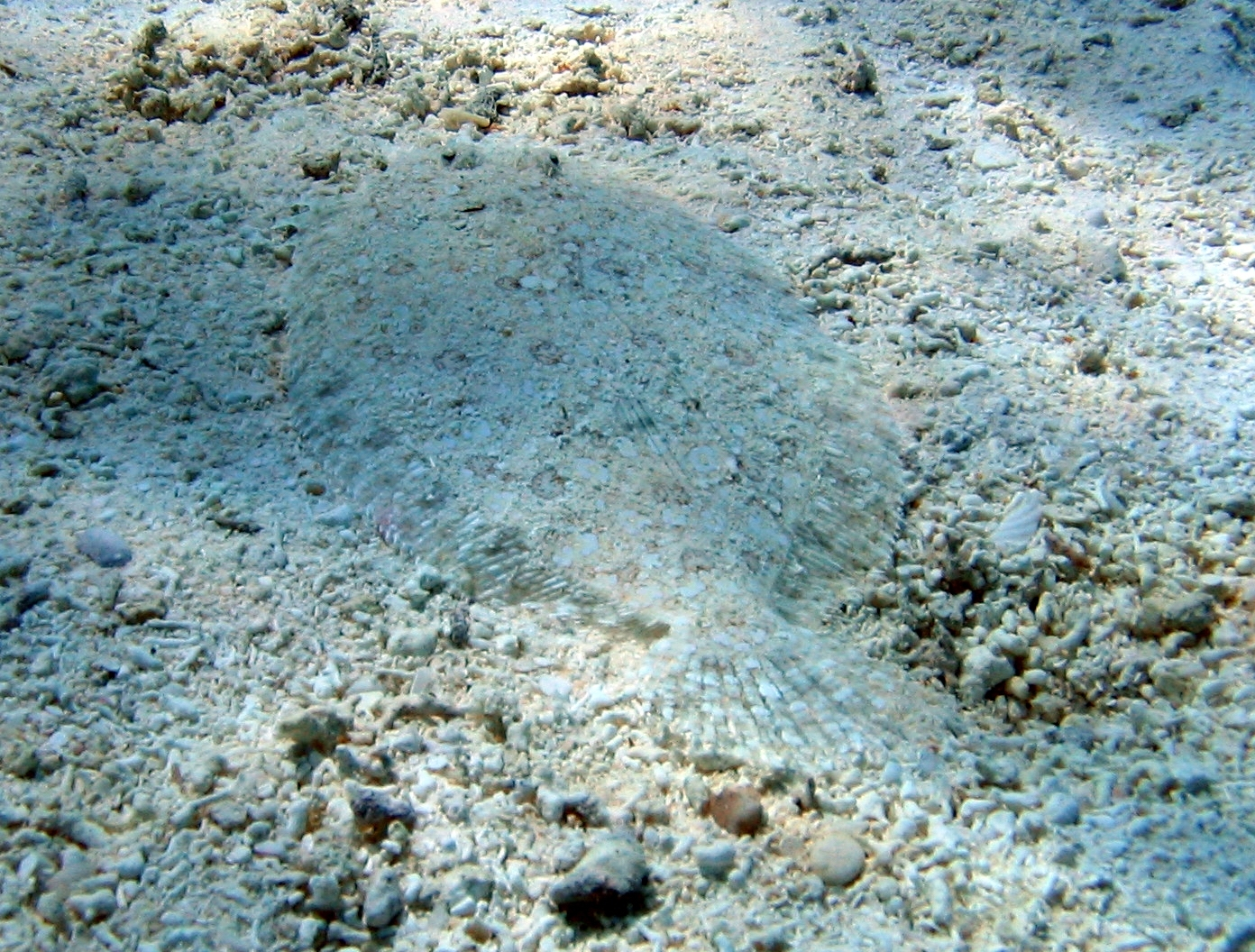
Camouflé
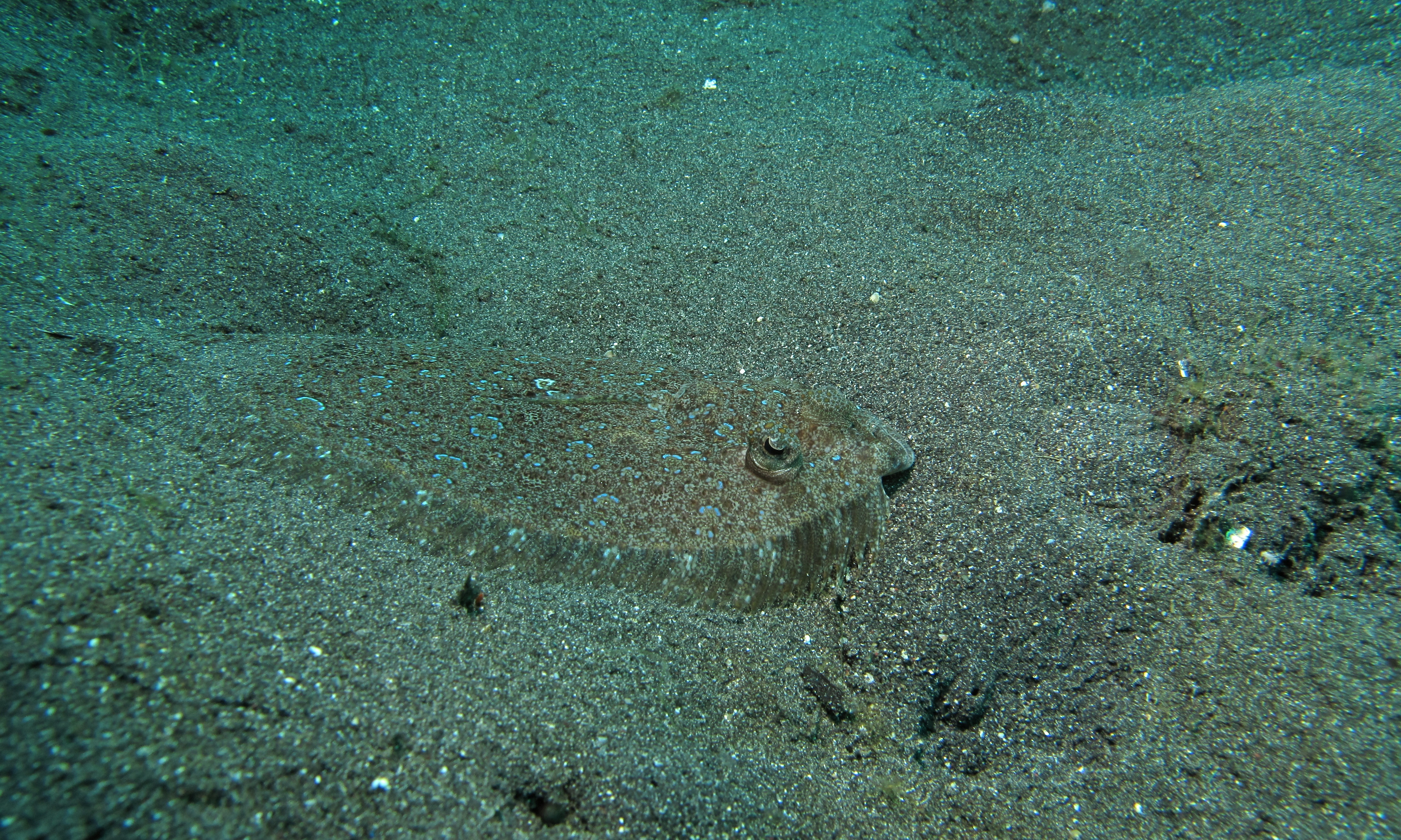
Camouflé
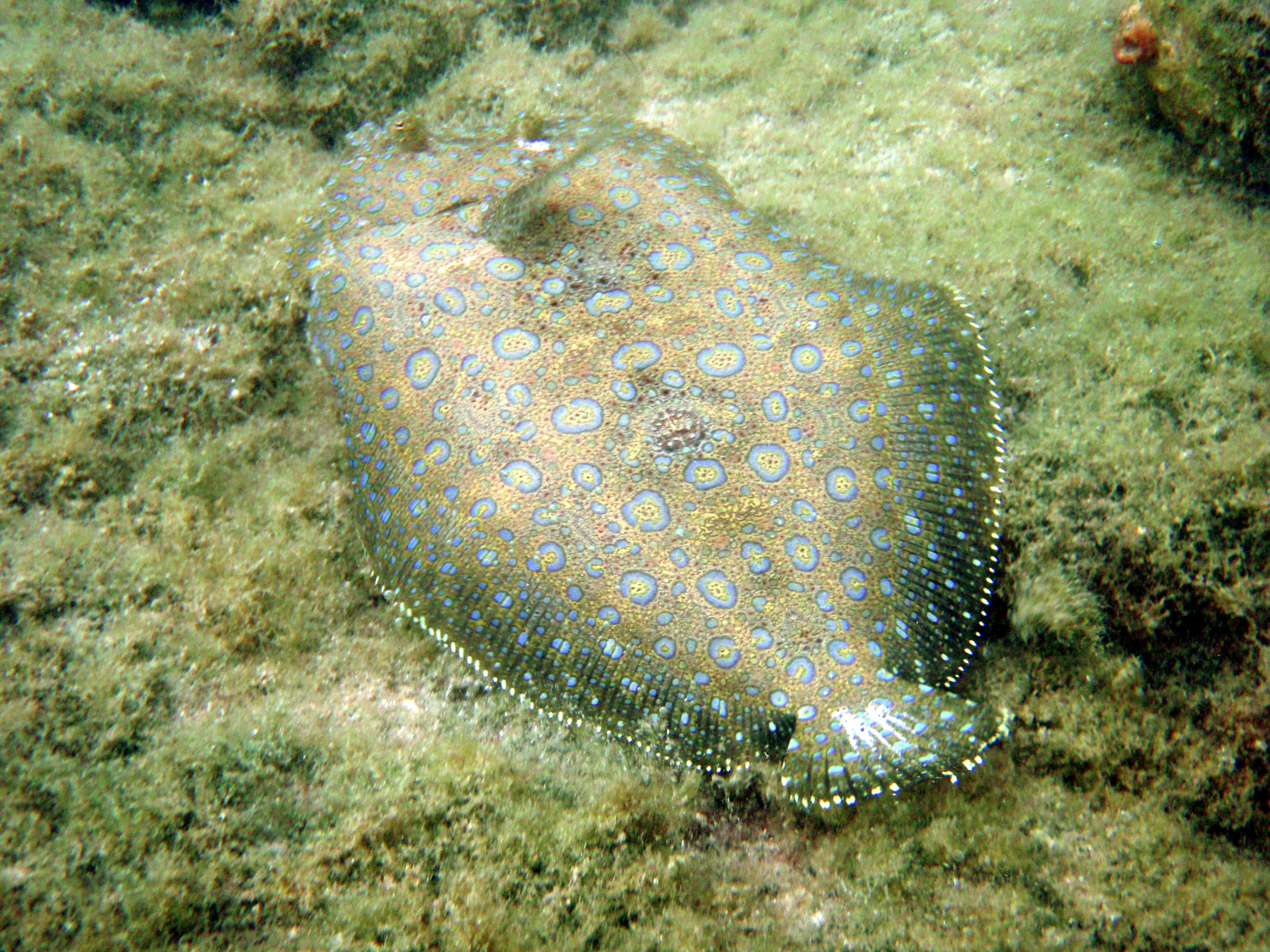
En livrée d'intimidation
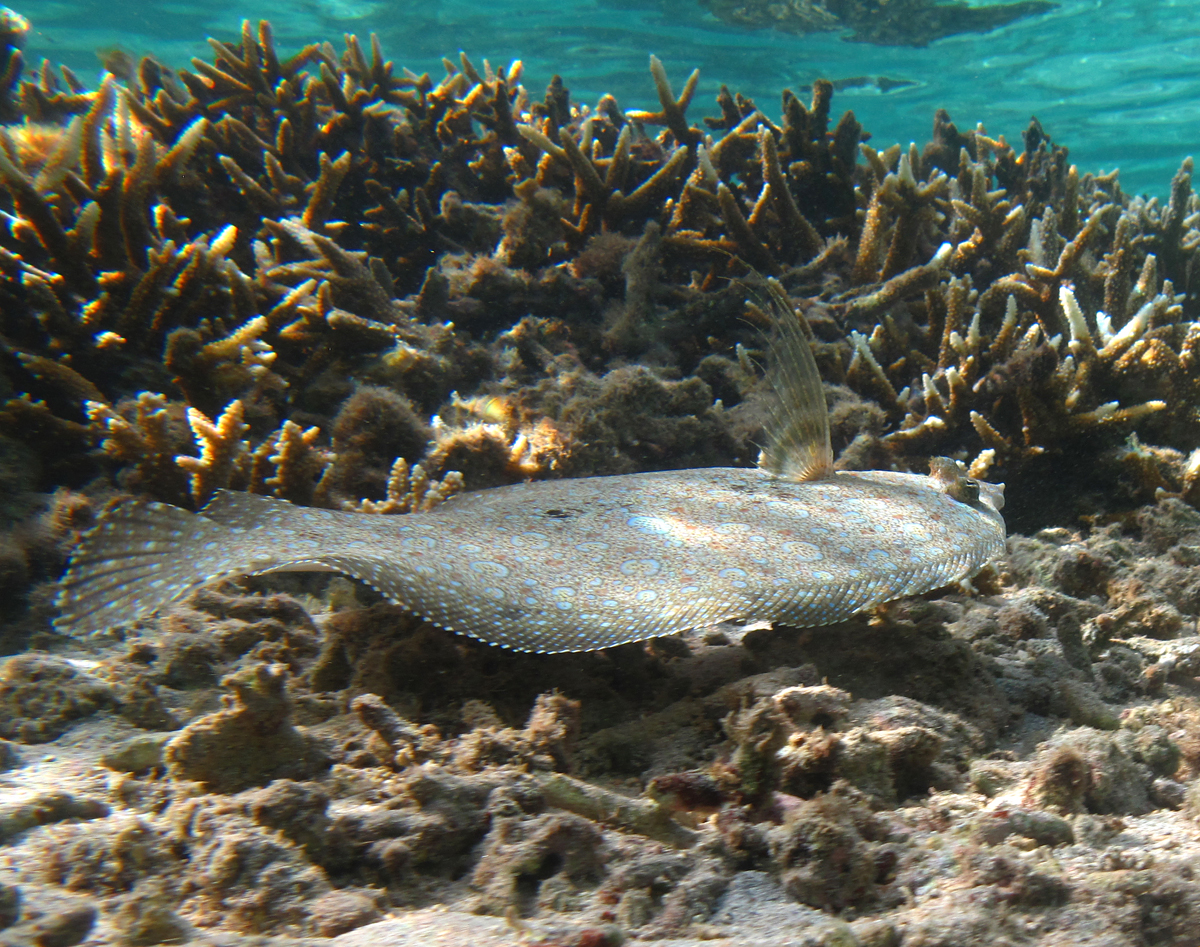
En déplacement au-dessus d'un terrain accidenté
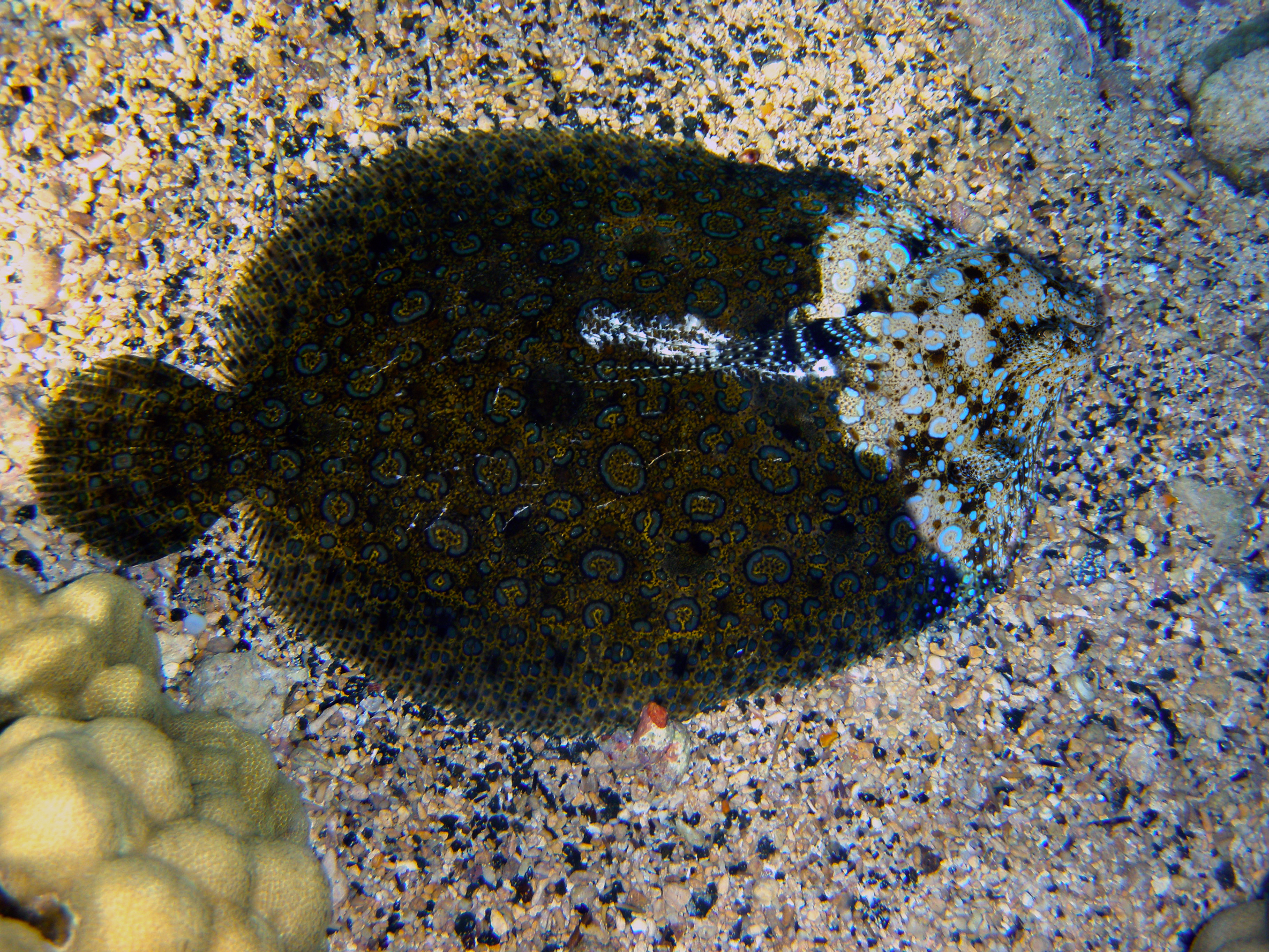
Spécimen sombre
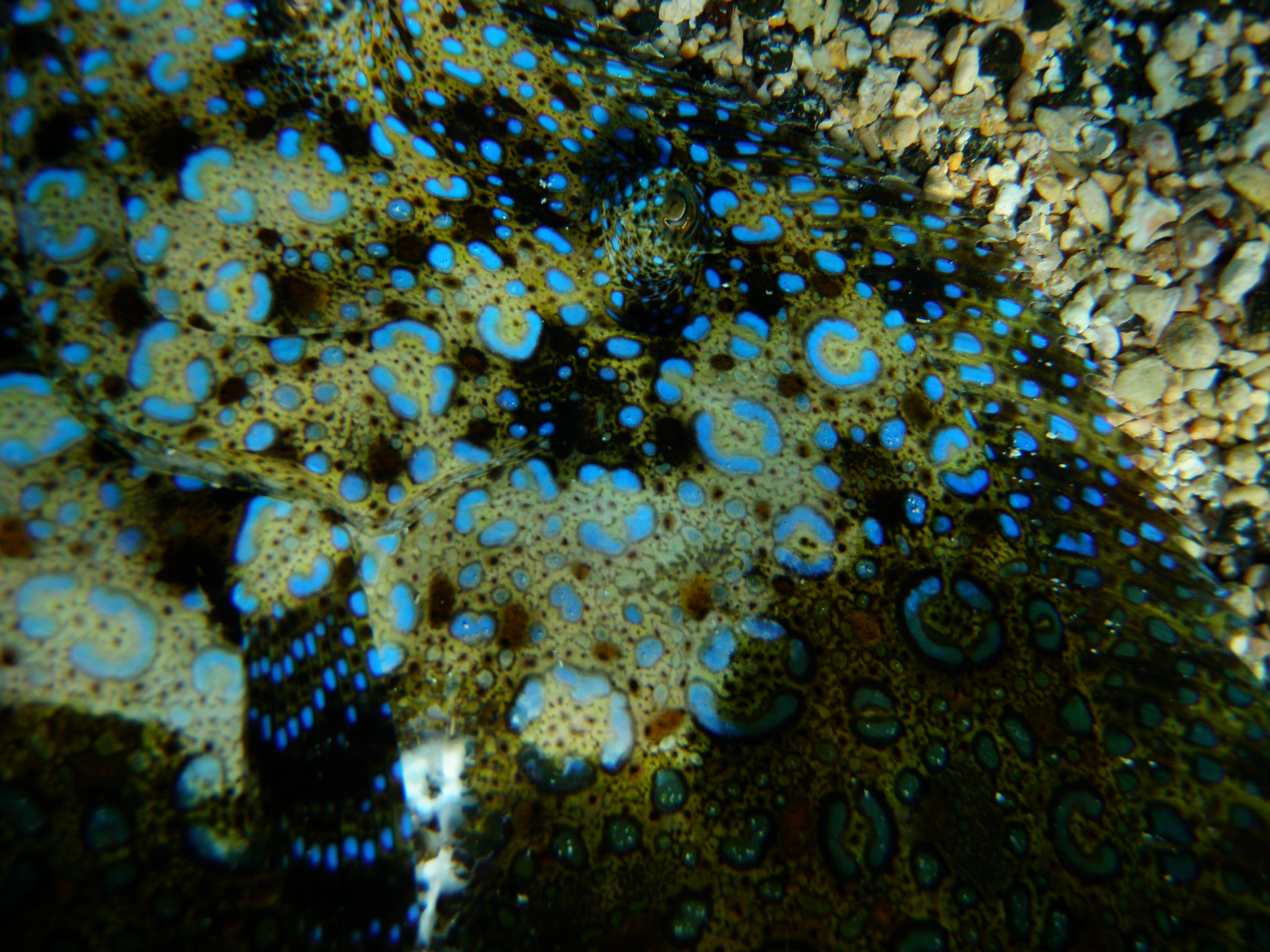
Détail de l’œil et des rosettes
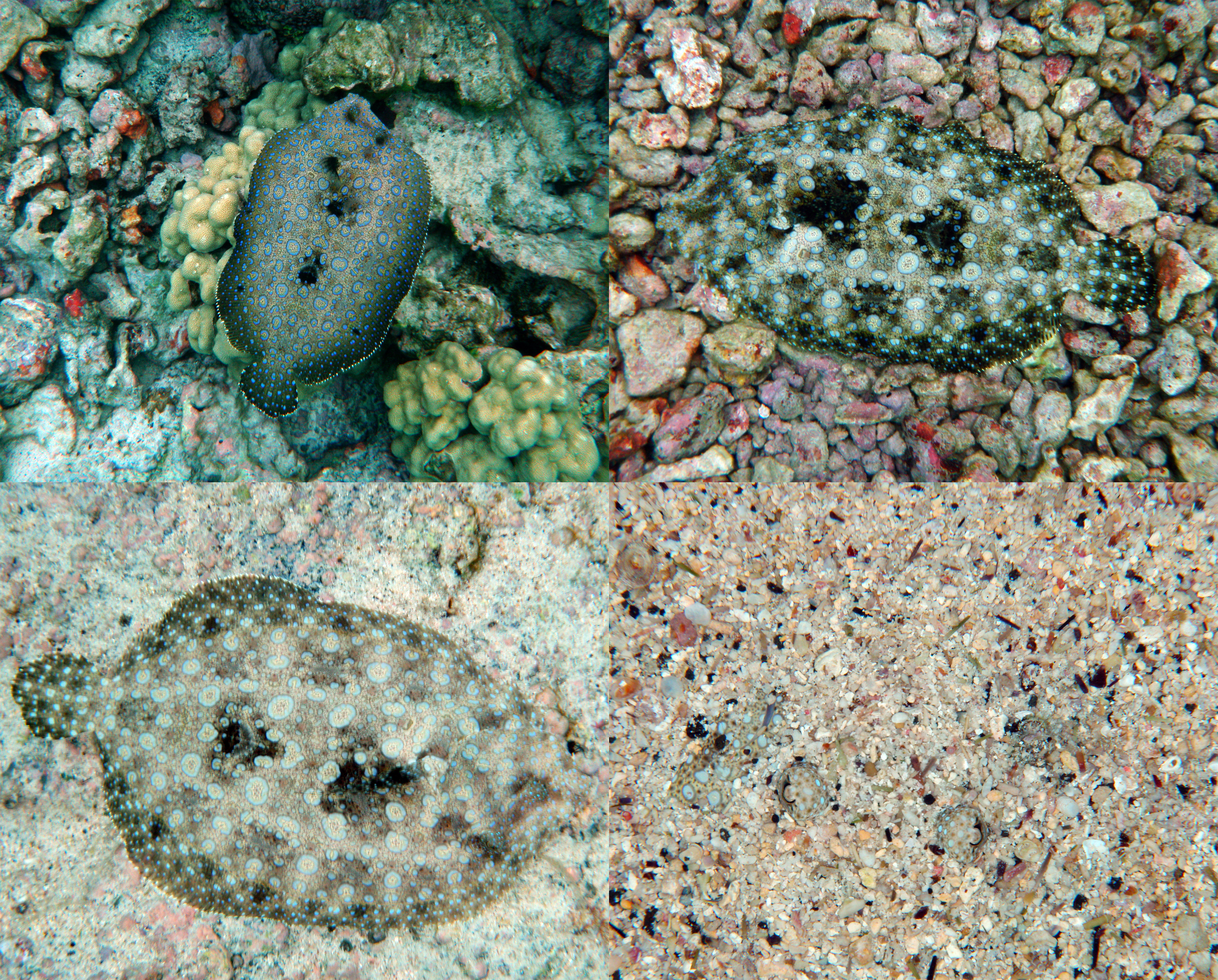
Camouflage sur différents substrats

## Habitat et répartition
L'espèce est très présente dans les eaux peu profondes (150 mètres) de l'Indo-Pacifique, mer Rouge incluse, ainsi que dans les régions plus chaudes du Pacifique oriental, sur des fonds de préférence mixtes.

## Biologie
Le turbot tropical est principalement nocturne, mais peut être parfois actif de jour. Il chasse de petits poissons, des crevettes et des crabes. Il est capable de se camoufler en changeant de couleur. La période de reproduction va de la fin de l'hiver jusqu'au début du printemps. La femelle pond 2 à 3 millions d'œufs, que le mâle fertilise. Les œufs sont ensuite portés par les courants avant d'éclore quinze jours plus tard.